# Maatwerkbedrijf De Kemphaan
De Kemphaan is een Belgisch maatwerkbedrijf gevestigd in Hamme, in de provincie Oost-Vlaanderen. Het bedrijf maakt deel uit van de sociale economie en biedt via haar twee vestigingen werk aan circa 185 personen met een afstand tot de reguliere arbeidsmarkt.

## Activiteiten
De Kemphaan organiseert zijn activiteiten in vier hoofddivisies:
- Textiles: Een van de grotere textielateliers in België, met 35 stiksters en meer dan tachtig industriële machines. De focus ligt op de verwerking van technisch textiel en het confectioneren van producten zoals (matras)hoezen, beddengoed, tassen en andere textieltoepassingen.
- Industrial: Technische bewerkingen zoals stansen, frezen en lasersnijden.
- Projects: Omvat handmatige verwerking, verpakking, recyclage en e-commerce fulfillment. 
- Enclaves: Enclavewerk, ook wel locatiewerk genoemd, houdt in dat werknemers van De Kemphaan onder begeleiding opdrachten uitvoeren bij klanten op locatie.

## Geschiedenis
De Kemphaan werd opgericht in 1969 als beschutte werkplaats, onder de vleugels van de Sociale Werkplaatsen van het arrondissement Dendermonde. De vzw Sociale Werkplaatsen Dendermonde bestond toen uit drie afdelingen: een te Hamme, waar nieuwe producten werden vervaardigd zoals reistassen en in Zele een afdeling waar producten werden afgewerkt (waaronder afboorden van tapijten, maken van staalboeken) en een boekbinderij.
Sinds 1984 functioneert De Kemphaan als een onafhankelijke vzw binnen de sector van de sociale economie in Vlaanderen. Hoewel de opsplitsing aanvankelijk tot ongerustheid bij het personeel leidde, ontwikkelde De Kemphaan zich tot een stabiele en zelfstandige organisatie. In 1985 telde de organisatie 48 arbeiders en 5 bedienden. Vanaf 1997 was De Kemphaan actief op twee locaties: de oorspronkelijke site in de Aartstraat en een tweede vestiging in de voormalige gebouwen van Paloma in de Evangeliestraat. Tegen dan waren er 102 werknemers in dienst.
De textiel- en confectieafdeling ontwikkelde zich tot een van de belangrijkste pijlers van de werking en werd vanaf de jaren 2000 beschouwd als de grootste in de regio. Door het verdwijnen van textielopleidingen in het reguliere onderwijs startte De Kemphaan eigen interne opleidingen om vakkennis te behouden en over te dragen.
In de jaren 2000 waarschuwde De Kemphaan voor de gevolgen van afnemende subsidies en toenemende druk op de sector. De organisatie uitte bezorgdheid over de financiële leefbaarheid van maatwerkbedrijven in een competitieve markt en pleitte voor beleidsmaatregelen ter ondersteuning van sociaal ondernemerschap.
Sinds 2016 ontvangt het maatwerkbedrijf ondersteuning via provinciale subsidies voor projecten rond innovatie, professionalisering en sociaal ondernemerschap. De organisatie beschikt tegenwoordig over moderne productie-infrastructuur, waaronder 5-assige frees- en zaagmachines en textiel snij- en lasermachine en focust op duurzaamheid, innovatie en een inclusieve werkomgeving.

### Herkomst van de naam
De naam De Kemphaan verwijst naar het historische belang van hennep (ook wel “kemp” genoemd) in de regio Hamme. Vanaf de middeleeuwen was het Land van Dendermonde, waartoe Hamme behoort, een belangrijke teeltstreek van hennep. De vezel werd gebruikt voor de productie van touwen, zeildoek en andere toepassingen. Deze teelt en verwerking lieten hun sporen na in de plaatselijke toponymie en bedrijfsnamen, waaronder De Kemphaan.

## Sociale en duurzame missie
De Kemphaan is een maatwerkbedrijf dat zich richt op het aanbieden van volwaardige en betaalde arbeid aan personen met een afstand tot de reguliere arbeidsmarkt. De organisatie biedt begeleiding op maat, opleidingsmogelijkheden en een werkomgeving die afgestemd is op de capaciteiten en het werktempo van de werknemers.
De Kemphaan positioneert zich expliciet als een professioneel productiebedrijf en benadrukt dat het geen vorm van bezigheidstherapie aanbiedt. Kwaliteit en productiviteit staan centraal, met als doel de arbeidspositie van personen met een beperking te versterken en bestaande vooroordelen te doorbreken.
Naast de sociale doelstellingen engageert De Kemphaan zich voor duurzaamheid, onder meer via circulaire projecten. Zo wordt gebruikte werkkledij verwerkt tot nieuwe producten en realiseren ze nog diverse andere upcycling-initiatieven, onder andere in samenwerking met de retailketen A.S.Adventure. 